# Mohamed Koné (Fußballspieler, 2003)
Mohamed Koné (* 21. August 2003) ist ein ivorischer Fußballspieler.

## Karriere
Koné wechselte im August 2021 nach seinem 18. Geburtstag von OS Abobo nach Österreich zum Zweitligisten Kapfenberger SV, bei dem er bereits seit der Saisonvorbereitung trainiert hatte. Im November 2021 debütierte der Angreifer für die Steirer in der 2. Liga, als er am 14. Spieltag der Saison 2021/22 gegen den FC Juniors OÖ in der 71. Minute für Matthias Puschl eingewechselt wurde. Insgesamt kam er zu 37 Zweitligaeinsätzen für die KSV, nach der Saison 2022/23 verließ er das Team wieder.
Ab Oktober 2023 zählte Koné dann aber wieder zum Kader der Steirer. Nach drei weiteren Einsätzen für Kapfenberg wechselte er im März 2024 nach Lettland zum Erstligisten FK RFS.